# Marcus Priftis
Marcus Priftis, född 24 december 1979, är en svensk kemist, författare, skribent och tidigare estradpoet. Han har skrivit för Dagens Arena och Svenska Dagbladet. Hans debutroman Gå på djupet gavs ut 2010.